# Nikita Glasnović
Pour les articles homonymes, voir Glasnović.
Nikita Glasnović, née le 17 janvier 1995 à Malmö, est une taekwondoïste australienne et croate.

## Carrière
Sous les couleurs de la Suède, Nikita Glasnović est médaillée de bronze dans la catégorie des moins de 57 kg aux Championnats d'Europe de taekwondo 2014, aux Jeux européens de 2015 et à l'Universiade d'été de 2015. Elle est médaillée d'or des moins de 57 kg aux Championnats d'Europe pour catégories olympiques 2015, médaillée d'argent dans la même catégorie aux Championnats d'Europe de taekwondo 2016 et perd le match pour la médaille de bronze contre l'Iranienne Kimia Alizadeh aux Jeux olympiques d'été de 2016 dans la même catégorie. Elle est médaillée de bronze des moins de 57 kg aux Championnats du monde de taekwondo 2017.
Elle concourt ensuite sous les couleurs de la Croatie, remportant une médaille de bronze aux Jeux méditerranéens de 2018 en moins de 57 kg.